# Somethin's Happening
Somethin's Happening è il terzo album in studio del musicista britannico Peter Frampton, pubblicato nel 1974.

## Tracce
Side 1
1. Doobie Wah – 4:04
2. Golden Goose – 5:30
3. Underhand – 3:39
4. I Wanna Go to the Sun – 7:29

Side 2
1. Baby (Somethin's Happening) – 4:46
2. Waterfall – 6:00
3. Magic Moon (Da Da Da Da Da!) – 3:49
4. Sail Away – 7:32